# スカーレットインク
スカーレットインク (Scarlet Ink、1971年5月5日 - 没年不詳) はアメリカ合衆国生産の競走馬、繁殖牝馬。名前の由来は、映画「風と共に去りぬ」の主人公スカーレット・オハラ。日本でGI競走5勝を挙げたダイワメジャー、GI競走4勝のダイワスカーレットなどの祖母、同9勝を挙げたヴァーミリアンなどの曾祖母。子孫に活躍馬を数々輩出し、本馬を起点とする牝系は俗に「スカーレット一族」と称される。

## 経歴
アメリカで競走生活を送り、1戦0勝、獲得賞金525ドルという成績で引退。2歳時の1973年に日本の社台ファームが1万3000ドル（当時のレートで400万円弱）という価格で購買し、日本へ輸入された。競走成績が凡庸であった以外にも、両前脚が大きく内向しているという欠点があったことが安値の原因ともされているが、社台ファーム代表の吉田善哉は脚部の形は繁殖成績には影響しないとの持論があり、意に介さなかったとされる。吉田は本馬の曾祖母が、子孫から数々の活躍馬を出しているYour Hostessであることに注目していたという。
繁殖牝馬として社台ファーム千歳で繋養された。繁殖入り後しばらくは、途中4年連続で不受胎となるなど期待に反する成績であったが、ノーザンテーストとの間に生まれた産駒スカーレットリボン、スカーレットブーケがそれぞれ重賞優勝馬となり、母として成功を収めた。しかしそれ以上に「母の母」として大きな実績を残し、特に2000年代に入ってスカーレットブーケの産駒であるダイワメジャー（父サンデーサイレンス）やダイワスカーレット（父アグネスタキオン）、7番仔スカーレットローズの孫ヴァーミリアン（父エルコンドルパサー）らがGI級競走を次々と制し、スカーレットインクから派生した牝系は、出身馬の活躍ぶりから「スカーレット一族」と通称されるほどになった。
スカーレットインクの産駒はいずれも筋肉質であり、子孫から最初のGI優勝馬となったダイワメジャーもまた母方より受け継いだ、がっしりとした体躯を備えた力強い馬であった。同馬は種牡馬としても複数のGI優勝馬を出しているが、やはりそうした特徴を伝える傾向にあるとされる。スカーレットインクも逞しい馬体の持ち主で、乗り運動の最中に騎乗者の手綱を力任せに引きちぎったという逸話を持つ、非常に力の強い馬であった。

## 産駒一覧
|        | 生年   | 馬名               | 性           | 毛色 | 父                 | 戦績                            | 重賞勝利                                                                                         | 出典   |
| ------ | ------ | ------------------ | ------------ | ---- | ------------------ | ------------------------------- | ------------------------------------------------------------------------------------------------ | ------ |
| 初仔   | 1975年 | ヒカリローゼン     | 牡 →（セン） | 鹿毛 | エルセンタウロ     | 地方24戦1勝                     |                                                                                                  | [ 9 ]  |
| 2番仔  | 1976年 | バウンスポート     | 牡           | 栗毛 | バウンティアス     | 36戦6勝 平地13戦4勝 障害23戦2勝 |                                                                                                  | [ 10 ] |
| 3番仔  | 1977年 | コカトライス       | 牝           | 鹿毛 | バウンティアス     | 地方39戦4勝                     |                                                                                                  | [ 11 ] |
| 4番仔  | 1982年 | スカーレットブルー | 牝           | 栗毛 | ノーザンテースト   | 9戦1勝                          |                                                                                                  | [ 12 ] |
| 5番仔  | 1983年 | ダイナブルータス   | 牡           | 栗毛 | ノーザンテースト   | 5戦3勝                          |                                                                                                  | [ 13 ] |
| 6番仔  | 1984年 | ダイナルーブル     | 牝           | 鹿毛 | ルセリ             | 8戦1勝                          |                                                                                                  | [ 14 ] |
| 7番仔  | 1985年 | スカーレットリボン | 牝           | 栗毛 | ノーザンテースト   | 19戦3勝                         | 報知杯4歳牝馬特別（GII）                                                                         | [ 15 ] |
| 8番仔  | 1987年 | スカーレットローズ | 牝           | 栗毛 | ノーザンテースト   | 11戦2勝                         |                                                                                                  | [ 16 ] |
| 9番仔  | 1988年 | スカーレットブーケ | 牝           | 栗毛 | ノーザンテースト   | 21戦6勝                         | 札幌3歳ステークス（GIII） クイーンカップ（GIII） 京都牝馬特別（GIII） 中山牝馬ステークス（GIII） | [ 17 ] |
| 10番仔 | 1991年 | ドリームチーム     | 牡           | 栗毛 | ノーザンテースト   | 13戦4勝                         |                                                                                                  | [ 18 ] |
| 11番仔 | 1992年 | クリムゾンウイング | 牝           | 鹿毛 | フレンチグローリー | 7戦0勝                          |                                                                                                  | [ 19 ] |

## 系図
- Manganese 1853 --- 4-d始祖
  - （8代省略）
    - Boudoir II 1938 ←---ブードワール系へ戻る
      - Your Hostess 1949
        - La Menina 1958
          - Consentida 1967
            - *スカーレットインク 1971 ---↓改行

※「f」は「filly（牝馬）」の略、「c」は「colt（牡馬）」の略。太字はGI級競走優勝馬。#は重賞競走優勝馬。
- スカーレットインク 1971 f
  - スカーレットブルー 1982 f[5]
    - カーペディエム 1989 f
      - ザラストドロップ 1995 f
        - プレシャスドロップ 2003 f
          - ドロップオブライト 2019 f（CBC賞）

    - アナスミラビリス 1991 f[5]
      - トーセンジョウオー# 2001 f（エンプレス杯、関東オークス、マリーンカップ2回、スパーキングレディーカップ2回）[5]
        - トーセンセラヴィ 2011 f（東京シンデレラマイル）

      - トーセンスマッシュ 2004 f 
        - ブレイブスマッシュ 2013 c（サウジアラビアロイヤルカップ、フューチュリティステークス、マニカトステークス）[20]

    - フェスタデルドンナ 1994 f[5]
      - クォークスター# 2007 c（セントライト記念）[5]

    - ブルーリッジリバー 1999 f（桜花賞2着）[5]
      - ヴィーヴァブーケ 2006 f
        - ブラックホール# 2017 c（札幌2歳ステークス）[21]
        - ライラック# 2019 f（フェアリーステークス）[22]

  - スカーレットリボン# 1985 f（上記）[5]
  - スカーレットローズ 1987 f[5]
    - スカーレットレディ 1995 f[5]
      - サカラート# 2000 c（東海ステークス、ブリーダーズゴールドカップ、日本テレビ盃、マーキュリーカップ）[5]
      - ヴァーミリアン 2002 c（JBCクラシック3回、フェブラリーステークス、川崎記念、ジャパンカップダート、東京大賞典、帝王賞など）[5]
      - キングスエンブレム# 2005 c（シリウスステークス）[5]
      - ソリタリーキング# 2007 c（東海ステークス、日本テレビ盃、マーキュリーカップ）[5]

    - クリムゾンブーケ 2006 f
      - セイルオンセイラー 2019 c（ウインター争覇、くろゆり賞）

  - スカーレットブーケ# 1988 f（上記）[5]
    - スリリングサンデー 1996 c（種牡馬）[5]
    - ダイワルージュ# 1998 f（新潟3歳ステークス、阪神3歳牝馬ステークス2着）[5]
      - ダイワファルコン# 2007 c（福島記念2回）[5]

    - ダイワメジャー 2001 c（皐月賞、天皇賞（秋）、マイルチャンピオンシップ2回、安田記念など）[5]
    - ダイワスカーレット 2004 f（桜花賞、秋華賞、エリザベス女王杯、有馬記念など）[5]

## 血統表
父母はいずれもアメリカ産馬であり、父Crimson Satanはアメリカで2歳牡馬チャンピオンとなるなど通算58戦18勝という成績を残した。主な産駒にデラウェアハンデキャップ（G1）の優勝馬クリズリンがいる。母Consentidaは2戦0勝の成績。曾祖母Your Hostessの血統に注目されての輸入であったことは前述したが、それぞれ米二冠馬のMajestci Prince、Real Quiet、イギリスのダービーステークス優勝馬セクレトが同じ系統の出身馬である。
| スカーレットインク (Scarlet Ink)の血統 | スカーレットインク (Scarlet Ink)の血統 | スカーレットインク (Scarlet Ink)の血統 | （血統表の出典）                   | （血統表の出典） |
| 父系                                   | ヒムヤー系                             | ヒムヤー系                             | ヒムヤー系                         | [ § 2 ]          |
| 父 Crimson Satan 1959 栗毛 アメリカ    | 父の父Spy Song 1943 鹿毛 アメリカ      | Balladier                              | Black Toney                        | Black Toney      |
| 父 Crimson Satan 1959 栗毛 アメリカ    | 父の父Spy Song 1943 鹿毛 アメリカ      | Balladier                              | Blue Warbler                       |                  |
| 父 Crimson Satan 1959 栗毛 アメリカ    | 父の父Spy Song 1943 鹿毛 アメリカ      | Mata Hari                              | Peter Hastings                     | Peter Hastings   |
| 父 Crimson Satan 1959 栗毛 アメリカ    | 父の父Spy Song 1943 鹿毛 アメリカ      | Mata Hari                              | War Woman                          |                  |
| 父 Crimson Satan 1959 栗毛 アメリカ    | 父の母Papila 1943 栗毛 アルゼンチン    | Requiebro                              | Re-echo                            | Re-echo          |
| 父 Crimson Satan 1959 栗毛 アメリカ    | 父の母Papila 1943 栗毛 アルゼンチン    | Requiebro                              | Trepadora                          |                  |
| 父 Crimson Satan 1959 栗毛 アメリカ    | 父の母Papila 1943 栗毛 アルゼンチン    | Papalona                               | Papanatas                          | Papanatas        |
| 父 Crimson Satan 1959 栗毛 アメリカ    | 父の母Papila 1943 栗毛 アルゼンチン    | Papalona                               | Tarumba                            |                  |
| 母 Consentida 1967 鹿毛 アメリカ       | 母の父Beau Max 1947 鹿毛 アメリカ      | Bull Lea                               | Bull Dog                           | Bull Dog         |
| 母 Consentida 1967 鹿毛 アメリカ       | 母の父Beau Max 1947 鹿毛 アメリカ      | Bull Lea                               | Rose Leaves                        |                  |
| 母 Consentida 1967 鹿毛 アメリカ       | 母の父Beau Max 1947 鹿毛 アメリカ      | Bee Mac                                | War Admiral                        | War Admiral      |
| 母 Consentida 1967 鹿毛 アメリカ       | 母の父Beau Max 1947 鹿毛 アメリカ      | Bee Mac                                | Baba Kenny                         |                  |
| 母 Consentida 1967 鹿毛 アメリカ       | 母の母La Menina 1958 栗毛 アメリカ     | Royal Charger                          | Nearco                             | Nearco           |
| 母 Consentida 1967 鹿毛 アメリカ       | 母の母La Menina 1958 栗毛 アメリカ     | Royal Charger                          | Sun Princess                       |                  |
| 母 Consentida 1967 鹿毛 アメリカ       | 母の母La Menina 1958 栗毛 アメリカ     | Your Hostess                           | Alhibai                            | Alhibai          |
| 母 Consentida 1967 鹿毛 アメリカ       | 母の母La Menina 1958 栗毛 アメリカ     | Your Hostess                           | Boudoir                            |                  |
| 母系(F-No.)                            | (FN:4-d)                               | (FN:4-d)                               | (FN:4-d)                           | [ § 3 ]          |
| 5代内の近親交配                        | Man o'War5×5、Peter Pan5･5（父内）     | Man o'War5×5、Peter Pan5･5（父内）     | Man o'War5×5、Peter Pan5･5（父内） | [ § 4 ]          |
| 出典                                   | 1. 2. 3. 4.                            | 1. 2. 3. 4.                            | 1. 2. 3. 4.                        | 1. 2. 3. 4.      |